# 舒特山
71°50′S 165°47′E / 71.833°S 165.783°E
舒特山（英語：Mount Shute）是南極洲的山峰，屬於米拉比托山脈的一部分，處於奧斯廷峰東南面22公里，海拔高度2,070米，該山峰以美國氣象學家命名。